# Saratov oblast
Saratov oblast (ryska: Сара́товская о́бласть, Saratovskaja oblast) är ett oblast i sydvästra Ryssland med en yta på 100 200 km² och strax över 2,5 miljoner invånare. Huvudort är Saratov.

## Större städer i Saratov oblast
- Balakovo, Balasjov, Engels, Rtisjtjevo, Saratov